# Hippias d'Élis
Pour les articles homonymes, voir Hippias.
Hippias d'Élis (en grec ancien : Ἱππίας) est un homme public et un sophiste de la Grèce, du Ve siècle av. J.-C. Cet aristocrate éléate naquit vers 443 av. J.-C. ; il était encore en vie au moment du procès de Socrate, en 399. Sa vie et ses idées nous sont connues principalement par les dialogues de Platon, qui tournent en dérision ses prétentions à l'encyclopédisme, ainsi que par quelques passages des Mémorables de Xénophon.

## Biographie
Il est connu comme l’interlocuteur principal de Socrate dans deux des dialogues de Platon, qu’on désigne de ce fait par son nom : Hippias majeur et Hippias mineur. Il est également cité dans le Protagoras de Platon. Ses services de sophiste étaient très appréciés dans la cité d’Athènes, mais dédaignés à Sparte, car seuls les maîtres lacédémoniens pouvaient enseigner. À Sparte, Hippias raconta la généalogie des dieux et des hommes, et décrivit les occupations dignes d’un jeune Spartiate ; à Athènes au contraire, il se consacra à la dialectique et à la rhétorique. L’éloge que Socrate prononce de lui dans l’Hippias mineur nous apprend que le savoir doit, pour lui, se traduire par des compétences pratiques : il s’est présenté un jour à Olympie en prétendant avoir fabriqué de ses mains tout ce qu’il portait sur lui : orfèvrerie, vêtements, chaussures, entre autres. Le même passage fait allusion à une méthode mnémotechnique de son invention,,.
L'helléniste Emile Chambry le considère comme un "lointain précurseur de Jean-Jacques Rousseau", décrivant sa pensée comme, "en morale, une sorte de retour à la nature; il opposait au sentiment étroit de la nationalité la parenté naturelle de tous les hommes, à l'orgueil de la caste l'égalité sociale; enfin, il recommandait aux hommes de s'affranchir des besoins du luxe et de se suffire à eux-mêmes".
Il était connu pour sa grande capacité de mémorisation dans la cité. Il pouvait réciter les grands poèmes d'Homère et d'Hésiode par cœur[réf. nécessaire]. Il incarne, non sans vanité, l’idéal du savoir encyclopédique.
Hippias est aussi un géomètre, et peut-être un astronome, comme le laisse entendre Platon dans l’Hippias majeur, lorsqu’il prête à Socrate l’apostrophe suivante : « Oui, c'est ce que tu connais le mieux, les astres et les phénomènes célestes ». Proclus de Lycie lui attribue l'invention d'une courbe mécanique, la quadratrice qui porte son nom, pour résoudre la trisection de l'angle.
Clément d'Alexandrie, dans ses Stromates (livre VI, chap. 2), cite un discours d'Hippias où la philosophie des présocratiques est dite provenir de doctrines des peuples barbares. Diogène Laërce en fait l’un des transmetteurs de la pensée de Thalès de Milet.[réf. nécessaire]
À la fin du Ve siècle av. J.-C., Hippias rédigea une Olympionikon Anagraphe, « liste de vainqueurs olympiques ». Elle est perdue et simplement évoquée dans la littérature,. Cela n'empêcha cependant pas les historiens de proposer des conjectures sur sa date de rédaction, son contenu ou son influence. Ainsi, Paul Christesen lui consacre plus de cent pages dans Olympic Victor Lists and Ancient Greek History paru en 2007. Il s'interroge sur les sources dont aurait disposé Hippias pour établir cette première liste. Il conclut qu'en l'absence très probable de véritables « archives » pour les périodes les plus anciennes, Hippias dut travailler à partir de sources diverses et pas toujours très fiables : les inscriptions et dédicaces sur le sanctuaire d'Olympie, ainsi que la tradition orale, nécessitant la visite des diverses cités et familles ayant eu des vainqueurs olympiques. Cependant, Hippias, à la fois diplomate et sophiste « itinérant », a pu être en position de glaner ces renseignements. Cette liste compilée par Hippias est considérée par les historiens comme la base des listes postérieures ainsi que la source faisant des jeux où Corèbe remporta la victoire au stadion les premiers jeux « historiques » (ceux qui auraient été restaurés par Iphitos et Lycurgue). Le plus souvent, l'historiographie considère qu'Hippias serait remonté aux « premiers » jeux en compilant à rebours vainqueur avant vainqueur. Pour Paul Christesen, il aurait pu aussi essayer de déterminer la date de ces premiers jeux grâce à la première guerre de Messénie, grâce à la liste des rois de Sparte et grâce à la tradition sur le rôle de Lycurgue. Ce calcul chronologique, selon Christesen, ne pouvait être qu'approximatif. Disposant alors d'une date de début, Hippias aurait calculé le nombre de jeux séparant son époque de celle de la recréation (autour d'une centaine) et aurait rempli sa liste à partir de ses recherches.